# Acacia simmonsiana
Acacia simmonsiana é uma espécie de leguminosa do gênero Acacia, pertencente à família Fabaceae.